# Satz von Kiepert

Ausgangsdreieck:
ähnliche Dreiecke:,,
alle grünen Winkel sind gleich groß

Der Satz von Kiepert, benannt nach Ludwig Kiepert, ist eine Aussage in der Elementargeometrie über Dreiecke beziehungsweise über ein spezielles aus Dreiecken erzeugtes Sechseck.
Errichtet man über den Seiten eines beliebigen Dreiecks {\displaystyle \triangle ABC} ähnliche gleichschenklige Dreiecke {\displaystyle \triangle ABF}, {\displaystyle \triangle BCE} und {\displaystyle \triangle ACD}, dann besagt der Satz von Kiepert, dass sich die drei Geraden {\displaystyle FC}, {\displaystyle AE} und {\displaystyle BD} in einem gemeinsamen Punkt {\displaystyle P} schneiden.
Der Satz von Kiepert kann zum Satz von Jacobi verallgemeinert werden, bei dem die über den Seiten des Ausgangsdreiecks errichteten Dreiecke weder ähnlich noch gleichseitig sein müssen, sondern lediglich einer schwächeren Anforderung genügen.
Sind alle Winkel des Ausgangsdreieck kleiner als {\displaystyle 120^{\circ }} und besitzen die errichteten Dreiecke einen Basiswinkel von {\displaystyle 60^{\circ }} dann ist der Geradenschnittpunkt {\displaystyle P} der (erste) Fermat-Punkt des Ausgangsdreiecks. Beträgt bei einem beliebigen Ausgangsdreieck der Basiswinkel der errichteten Dreiecke {\displaystyle 45^{\circ }}, so entspricht der Geradenschnittpunkt {\displaystyle P} dem (ersten) Vecten-Punkt.
Lässt man den Basiswinkel der errichteten Dreiecke alle möglichen Werte zwischen {\displaystyle -90^{\circ }} und {\displaystyle 90^{\circ }} durchlaufen, so bildet der geometrische Ort aller zugehörigen Geradenschnittpunkte die Kiepert-Hyperbel. Ein negativer Basiswinkel bedeutet hierbei, dass die Dreiecke über den Seiten des Ausgangsdreiecks nach innen statt nach außen errichtet werden.